# Aua wir leben
«auawirleben» ist ein internationales Theaterfestival, das jährlich in Bern stattfindet. Das Festival zeigt internationales zeitgenössisches Theater in verschiedenen Spielstätten in Bern.

## Geschichte
Das Theaterfestival auawirleben ist seit vielen Jahrzehnten fester Bestandteil des Berner Kulturlebens. 1982 gilt als Gründungsjahr des Festivals, wobei die erste Durchführung von «Aua, wir leben!» – wie das Festival ursprünglich getauft wurde – 1983 erfolgte. Peter Borchardt rief als Direktor vom Stadttheater Bern damit eine Gastspielreihe ins Leben, die von 1983 bis 1987 während jeweils eines Monats zeitgenössisches Theater aus dem deutschsprachigen Raum zeigte. Nebst zahlreichen Ur- und Erstaufführungen standen auch Eigenproduktionen vom Stadttheater Bern auf dem Spielplan. Nach seiner Direktionszeit führte Peter Borchardt die Gastspielreihe ab 1988 als vom Stadttheater Bern unabhängiges Festival fort und war dessen Rechtsträger. Von 1989 bis 1998 trug das Festival fortan den etwas abgeänderten Namen «Aua wir leben».
Bereits ab 1985 war Beatrix Bühler Mitglied des Festivalteams und bildete zusammen mit Peter Borchardt die künstlerische Leitung, zu der von 1989 bis 1991 auch Guy Krneta gehörte. Das Team gründete die freie Theatergruppe Berner Ensemble, um eine theaterpraktische Zusammenarbeit mit Autoren zu ermöglichen. 1998 beendete Peter Borchardt seine Arbeit im Leitungsteam, Rechtsträger wurde der neu gegründete Verein Aua wir leben. Beatrix Bühler führte das Festival nun unter dem noch kompakteren Namen «Auawirleben» in wechselnden Leitungsteams weiter, ab 2012 in Ko-Leitung mit Nicolette Kretz. Diese übernahm 2014 die Gesamtleitung des Festivals, das heute unter dem Namen auawirleben Theaterfestival Bern durchgeführt wird. 2020 wurden die städtischen Subventionen des Festivals substantiell erhöht, so dass sich auawirleben nun insbesondere durch die Erhöhung der Stellenprozente des Kernteams und durch fairere Löhne intensiver seinen Aufgaben widmen kann. auawirleben wurde mit verschiedenen Kulturpreisen ausgezeichnet, darunter 2014 mit dem Schweizer Theaterpreis des Bundesamtes für Kultur.
Seit seiner Gründung wird auawirleben unter einer thematischen Fragestellung veranstaltet und reagiert mit seinem Programm auf politische und gesellschaftliche Veränderungen. In den letzten Festivalausgaben spielten u. a. die Themen globale Gerechtigkeit, Definition von Normalität oder Kommunikation eine Rolle. In jedem Fall ermöglicht das Programm von auawirleben jährlich einen Überblick über das künstlerische Wirken im zeitgenössischen Theaterschaffen. In seinen Anfängen zeigte das Festival primär Produktionen aus der Schweiz und aus dem deutschsprachigen Raum, im Laufe der Jahre wurde der Anteil internationaler Gastspiele jedoch grösser. Heute holt auawirleben Produktionen aus ganz Europa nach Bern, wobei Produktionen aus der Freien Szene und solche aus institutionellen Einrichtungen gleichermassen berücksichtigt werden.
Die Hauptspielstätten des Festivals sind das Schlachthaus Theater (ehemals Altes Schlachthaus), die Dampfzentrale, sowie das Tojo Theater Reitschule. In jedem Jahr kommend wechselnd noch andere Spielstätten dazu, so zum Beispiel die Grosse Halle der Reitschule, der PROGR, die Heitere Fahne.
auawirleben Theaterfestival Bern finanziert sich durch Beiträge von Kultur Stadt Bern, Stiftungen sowie Einnahmen von Gastronomie und Tickets.

## Manifest
Unter dem Titel «Kunst ist keine Ausrede» hat sich das Team von auawirleben Theaterfestival Bern ein Manifest geschrieben. Es umfasst 11 Punkte rund um die Themen Zusammenarbeit, faire Arbeitsbedingungen, Diversität, Nachhaltigkeit, Transparenz etc. Viele Punkte werden von den Machern bereits seit vielen Jahren praktiziert und fanden im Manifest eine Verschriftlichung. In anderen Bereichen will sich das Team allerdings der Herausforderung stellen, immer wieder einen Schritt weiterzugehen. Das Manifest wurde im Januar 2020 erstmals veröffentlicht. Das Manifest wird regelmässig reflektiert und entsprechend aktualisiert. Seither wurden im November 2021 und im November 2023 je eine überarbeitete Fassung publiziert.

## Eingeladene Kunstschaffende / Gruppen
Seit 1982 waren u. a. folgende Kunstschaffende und Gruppen bei auawirleben zu Gast (Auswahl):
- 400asa (Zürich) – Vier Frauen. Ein Singspiel von Lukas Bärfuss / Hob(b)yhamlet. Wie es uns gefällt / Der Bus
- Alvis Hermanis (Riga) & Schauspielhaus Zürich – Väter
- Alvis Hermanis / Jaunais Rīgas Teātris – melnais piens
- Andreas Liebmann (Zürich / Berlin) – Birthday!
- Ant Hampton & Tim Etchells (London / Sheffield) – The quiet volume
- Anta Helena Recke / Julian Meding (München / Berlin / Stockholm) – Lovepiece
- Ballhaus Naunynstrasse (Berlin) – Jenseits – Bist du schwul oder bist du Türke? / Verrücktes Blut / Telemachos, should I stay or should I go
- Barbara Weber & Co. – Jacko unplugged / RAF unplugged
- Benny Claessens / Campo (Gent) – Hello Useless, For W and Friends
- BERLIN (Antwerpen) – Perhaps All The Dragons
- Blitztheatregroup (Athen) – Late Night
- Boris Nikitin (Basel) – Imitation of Life / Hamlet
- CapriConnection (Basel) – Liebes Ferkel, … Briefe an eine Hure
- Christophe Meierhans (Genf / Brüssel) – Some use for your broken clay pots / Verein zur Aufhebung des Notwendigen - A hundred wars to world peace
- Cuckoos (Basel) – Das Heulen des Hundes
- Daniel Hellmann (Zürich) – Traumboy
- Das Helmi (Berlin) – Matrix
- Davis Freeman / Random Scream (Brüssel) – 7 promises
- De Warme Winkel (Utrecht) – We are your friends / San Francisco
- Deutsches Theater (Berlin) – Glaube Liebe Hoffnung. Geschichten von Hier
- Dood Paard (Amsterdam) – Freetown
- Eisenring / Rau (Berlin) & Theaterhaus Gessnerallee & auawirleben – Montana
- Far A Day Cage (Zürich) – Nothing Company / Pate I-III
- Gintersdorfer / Klaßen – Othello, c'est qui?
- Gob Squad (Nottingham/Berlin) & CAMPO (Gent) – Before your very eyes
- HAU - Hebbel am Ufer (Berlin) – Schwarze Jungfrauen
- Heimathafen Neukölln (Berlin) – Arabqueen oder das andere Leben / Peng! Peng! Boateng
- Hillel Kogan (Tel Aviv) – We Love Arabs
- Iggy Malmborg (Malmö) – b o n e r
- Ilay den Boer & Het Huis van Bourgondië (Maastricht) – Dit is mijn Vader
- Jochen Roller & Saar Magal (Berlin / Tel Aviv) – Basically I don't but actually I do
- Julian Hetzel (Utrecht) – Sculpting Fear
- Kaleider / Seth Honnor (Exeter) – The Money
- Kim Noble (London) – You are not alone
- KLARA Theaterproduktionen (Basel) – Die sorglose Heiterkeit der Unternehmerherzen / DNA. Eine Familiensaga
- Konsortium & Konsorten – Die Revolution Gottes
- Kohlhaasgruppe & Sophiensaele Berlin – Kohlhaaskomplex / 04
- Lies Pauwels / HETPALEIS (Antwerpen) – Het Hamiltoncomplex
- Lond Malmborg (Tallinn / Malmö) – 99 Words for Void
- machina eX (Berlin) – Lessons of Leaking
- Mariano Pensotti (Buenos Aires) – El pasado es un animal grotesco
- mamouchi (Berlin / Basel) – Risikoathleten
- Marjolijn van Heemstra (Amsterdam) – Mahabharata
- Martin Schick & Laura Kalauz (Buenos Aires / Zürich / Berlin) – cmmn sns prjct
- Mass & Fieber (Zürich) – Houdini oder die innere Sicherheit
- Mats Staub (Bern / Zürich / Basel) – Zehn wichtigste Ereignisse meines Lebens
- Matterhorn Produktionen (Zürich) – Zmitts im Gjätt uss
- Maxim Gorki Theater (Berlin) & Theater Basel – Der Kick
- Maxim Gorki Theater (Berlin) – Bulger, eine unzulässige Geschichte
- Mette Ingvartsen (Brüssel) – 69 Positions
- Miet Warlop & Victoria (Gent) – Grote Hoop / Berg (Big Heap / Mountain) Proposition 1: Reanimation
- Miet Warlop (Brüssel / Berlin) & CAMPO (Gent) – Mystery Magnet
- Motus (Rimini) – MDLSX
- Neue Dringlichkeit (Zürich) – Brazilification
- NO99 (Tallin) – Nafta! / Wie man dem toten Hasen die Bilder erklärt
- Ontroerend Goed (Gent) – A game of you / All that is wrong / Sirens / Fight Night
- Other Spaces (Helsinki) – Reindeer Safari
- Pan Pan (Dublin) – Oedipus loves You
- Peeping Tom (Brüssel) – Die Trilogie: Le Jardin - Le Salon - Le Sous-Sol / 32, rue Vandenbranden
- Quarantine & Company Fierce (Salford) – Susan & Darren
- Rimini Protokoll, Helgard Haug & Daniel Wetzel (Berlin) – Qualitätskontrolle
- Robbert&Frank&Robbert & CAMPO (Gent) – TO BREAK, The Window of Opportunity
- Schauplatz International (Bern, Berlin) – Château Europe. Der Super-Asylantenslam!
- Schauspiel Leipzig – Orpheus, illegal
- Schauspielhaus Wien – Die Geschichte meiner Einschätzung am Anfang des Dritten Jahrtausends
- schindelkilliusdutschke (Frankfurt a. M.) – Mondflucht
- Sebastian Nübling & pvc tanz (Freiburg / Heidelberg) – Mutter. (Vater. Kind.)
- She She Pop (Berlin) – 50 Grades of Shame
- Showcase Beat Le Mot (Berlin) – Der Räuber Hotzenplotz
- Socìetas Raffaello Sanzio (Cesena) – Sul concetto di volto nel figlio di dio
- Tabea Martin & Matthias Mooij (Basel / Amsterdam) – Sofort geniessen
- Theater aspik (Hildesheim) – Patrioten im Herz
- Théâtre en flammes (Lausanne) – La première fois
- Theater Freiburg – Bagdad brennt / 1984
- Theatergroep Max. (Rotterdam) – Belle
- Theater Hora (Zürich) – Gott
- Theater Hora / Blauzone (Zürich / Deutschland) – Die Lust am Scheitern
- Theater Hora & Jérôme Bel (Zürich / Paris) – Disabled Theater
- Theater Hora (Zürich) & Das Helmi (Berlin) – Mars attacks!
- Theater Hora & kraut_produktion (Zürich) – Human Resources
- Theater Marie (Aarau) – Forelle Stanley
- Theater Winkelwiese (Zürich) – Meeresrand
- Theater Zamt & Zunder (Baden) & Theater Tuchlaube (Aarau) – Schweiz küsst Türkei
- Tim Etchells (Sheffield) & Victoria (Gent) – That Night Follows Day
- Victoria & Publiekstheater (Gent) – White Stars / Aalst, a true Story
- vorschlag:hammer (Hildesheim / Bern) – Vom Schlachten des gemästeten Lammes und vom Aufrüsten der Aufrechten